# 瑪麗亞·佩奇諾維奇·布里奇
瑪麗亞·佩奇諾維奇·布里奇（Marija Pejčinović Burić，1963年4月9日—）是克羅埃西亞政治人物，出生於南斯拉夫莫斯塔爾。2017年至2019年間擔任克羅埃西亞外交部長，2019年起擔任歐洲理事會秘書長至今。